# Pseudoeurycea gadovii
Espèce
Synonymes
- Oedipus gadovii Dunn, 1926

Statut de conservation UICN

 VU  : Vulnérable
Pseudoeurycea gadovii est une espèce d'urodèles de la famille des Plethodontidae.

## Répartition
Cette espèce est endémique du Mexique. Elle se rencontre de 2 800 à 5 000 m d'altitude entre l'Orizaba et La Malinche dans l'État de Puebla et à la frontière entre l'État de Tlaxcala et celui de Puebla.

## Étymologie
Cette espèce est nommée en l'honneur d'Hans Friedrich Gadow.

## Publication originale
- Dunn, 1926 : The Salamanders of the Family Plethodontidae. Northampton, Massachusetts, Smith College 50th Anniversary Publication (texte intégral).